# Яструб-крикун сірий
Яструб-крикун сірий (Melierax poliopterus) — хижий птах роду яструбів-крикунів родини яструбових ряду яструбоподібних. Мешкає в Східній Африці.

## Опис
Довжина птаха становить 45-55 см, розмах крил 96-110 см. Виду притаманний статевий диморфізм, самки важать 673-802 г, самці 514-581 г. У дорослих птахів голова, шия, груди і верхня частина тіла сірі. На животі вузькі сіро-білі смужки, гузка біла. Кінчики крил темного кольору. Хвіст на кінці чорний, зверху білий з сірими смужками. Восковиця жовта, дзьоб жовтий з чорним кінчиком, лапи червоні. У молодих птахів верхня частина тіла коричневого кольору, над очима світла смуга.

## Поширення і екологія
Сірий яструб-крикун мешкає в північно-східних регіонах Танзанії, Кенії і Уганди, а також в південно-східних районах Ефіопії, Сомалі і Джибуті. Вони населяють посушливі райони, савани, порослі колючим чагарником і гірські луки на висоті до 2000 м над рівнем моря. Це один із найпоширеніших хижаків Східної Африки.

## Раціон
Сірі яструби-крикуни полюють на рептилій, невеликих ссавців і птахів. Вони досить рідко харчуються падлом.

## Розмноження
Розмноження відбувається напикінці сезону посухи. В Танзанії і Кенії, де два сезони дощів, є два сезони розмноження. Гніздо розміщується на дереві, найчастіше на акації або молочаї, на висоті 5-8 м. В кладці 1-2 яйця. Пташенята перебувають в гнізді до восьми тижнів. Зазвичай виживає лише одне пташеня.

## Збереження
Це численний і поширений вид птахів. МСОП вважає цей вид таким, що не потребує особливих заходів зі збереження.